# Malin Space Science Systems
Malin Space Science Systems (kurz: MSSS) ist ein Unternehmen, das seit 1990 optische Kamera-Systeme für Raumsonden entwickelt, baut und betreibt. Dies geschieht oft im Auftrag der NASA oder deren Hauptauftragnehmer. Die folgenden Systeme wurden fertiggestellt:
- „Mars Observer Camera“ mit Mars Observer, Start 1992
- „Mars Orbiter Camera“ und „Thermal Emission Spectrometer“ mit Mars Global Surveyor, Start 1996
- „Mars Color Imager“ mit Mars Climate Orbiter, Start 1998
- „Mars Descent Imager“ mit Mars Polar Lander, Start 1999
- „Thermal Emission Imaging System – VIS“ mit 2001 Mars Odyssey, Start 2001
- „TPS Camera“ mit Cosmos 1, Start 2005
- „Context Camera“ und „Mars Color Imager“ mit Mars Reconnaissance Orbiter, Start 2005
- „Mars Descent Imager“ mit Phoenix, Start 2007
- „Narrow Angle Camera“ und „Wide Angle Camera“ mit Lunar Reconnaissance Orbiter, Start 2009
- „Mars Descent Imager“, „Mars Hand Lens Imager“ und „Mast Camera“ mit Mars Science Laboratory, Start 2011
- „JunoCam“ mit Juno, Start 2011
- „Mars Atmospheric Global Imaging Experiment“ mit ExoMars Trace Gas Orbiter, Start 2016
- Ein System an Bord eines geheimen US-Satelliten
- „ShadowCam“ des koreanischen Mondorbiters Danuri, Start 2022